# Hookeria commutata
Hookeria commutata là một loài Rêu trong họ Hookeriaceae. Loài này được Paris mô tả khoa học đầu tiên năm 1896.